# الأمير وأنا (فلم)
الأمير وأنا (بالإنجليزية: The Prince and Me) وهو فيلم كوميدي رومانسي أنتج في سنة 2004 وهو من إخراج مارثا كوليدج ومن بطولة جوليا ستايلس ولوك مابلي وبن ميلر وهذا الفيلم أنتجت 4 أجزاء له، والفيلم يتكلم عن فتاة من الريف الأمريكي من ولاية وسكنسن يقع في غرامها أمير الدنمارك وألذي له مساعد اسمه سورن ينفذ أوامره.

## وصلات خارجية
- مقالات تستعمل روابط فنية بلا صلة مع ويكي بيانات

1. ↑  The Prince and Me (2004) - Box Office Mojo نسخة محفوظة 08 يناير 2018 على موقع واي باك مشين.
2. ↑  Puig، Claudia (2 أبريل 2004). "'Prince' predictable". USA Today. مؤرشف من الأصل في 2011-07-15. اطلع عليه بتاريخ 2010-05-25.
3. ↑  'The Prince & Me' Official Websiteنسخة محفوظة 2004-10-24 على موقع واي باك مشين.
4. ↑  "Reviews". ميتاكريتيك. مؤرشف من الأصل في 2009-02-01.